# Bertha Phillpotts
Dame Bertha Surtees Phillpotts (25 de octubre de 1877–20 de enero de 1932) fue una erudita inglesa en lenguas escandinavas, literatura, historia, arqueología y antropología. Fue la primera becaria de investigación Lady Carlisle en Somerville College, Oxford.

## Biografía
Bertha Phillpotts nació en Bedford el 25 de octubre de 1877. Recibió toda su educación básica en casa, y en 1898, Bertha Phillpotts ganó una beca Pfeiffer para Girton College en la Universidad de Cambridge, donde estudió lenguas medievales y modernas, nórdico antiguo y celta con Hector Munro Chadwick. Se graduó en 1901 con honores de Primera Clase. Después obtuvo otra beca Pfeiffer que le permitió viajar a Islandia y Copenhague para continuar con su investigación. De 1906 a 1909, trabajó como bibliotecaria en Girton College. En 1911, ganó el premio Gamble por su ensayo Estudios sobre la historia posterior de las estirpes teutónicas. En 1913, se convirtió en la primera becaria de investigación Lady Carlisle en Somerville College, Oxford.
Durante la Primera Guerra Mundial, trabajó durante algún tiempo en la legación británica en Estocolmo, en gran parte de forma voluntaria.  Los servicios de Bertha fueron solicitados por el jefe de misión, Sir Esmé Howard, y realizó trabajos de oficina y de investigación para él.

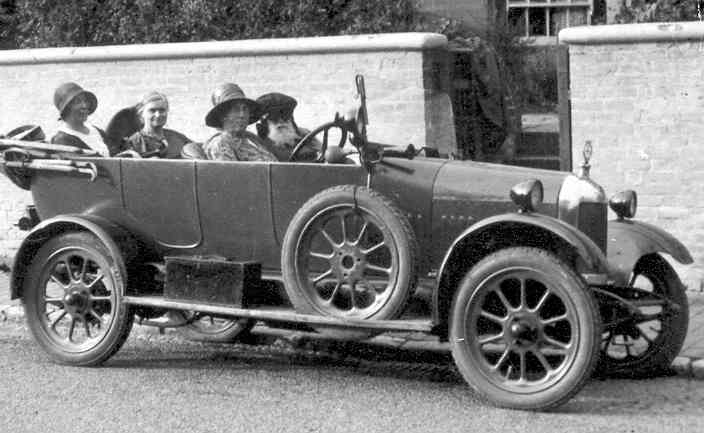
El automóvil Freda de Morris Cowley de Bertha Surtees Phillpotts (aquí conducido por su prima, Mary Clover), c. 1930

Desde 1919 hasta 1921 fue directora de Westfield College y miembro del Consejo Universitario desde 1922 hasta 1932. Además fue Maestra del Girton College en 1922, reemplazando a Katharine Jex-Blake (1860-1951). Ocupó este cargo hasta 1925 cuando, tras la muerte de su madre, renunció para cuidar a su anciano padre que vivía retirado en Tunbridge Wells. Sin embargo, fue elegida para una beca de investigación y continuó siendo una becaria activa de la universidad, viajando entre Tunbridge Wells y Cambridge en su automóvil Morris Cowley, al que apodó "Freda". 
En 1922, fue seleccionada como la única mujer miembro para formar parte de la Comisión Estatutaria de la Universidad de Cambridge. Siguió siendo miembro hasta que renunció a su cargo en Girton College en 1925. Desde 1926 hasta 1931, fue miembro de la Comisión Estatutaria de la Universidad de Londres y hasta su muerte en 1932, fue directora de estudios escandinavos y profesora universitaria en Girton College.  
Su extenso trabajo de investigación incluyó traducciones de antiguas sagas de los islandeses y estudios sobre la influencia del nórdico antiguo y el islandés en el idioma inglés . Es particularmente conocida por su teoría del drama ritual como trasfondo de las edda poética .
En junio de 1931, cuando ya tenía problemas de salud, Phillpotts se casó con un viejo amigo y compañero académico de Cambridge, el astrofísico y educador Hugh Frank Newall, FRS. Murió de cáncer en Cambridge el 20 de enero de 1932, a los 54 años. Enterrada como Bertha Surtees Newall, junto a sus padres, en el cementerio de Tunbridge Wells, su viudo, Hugh Frank Newall, está enterrado en la parroquia de Ascension Burial Ground en Cambridge. 

## Premios y reconocimientos
- Bertha Surtees Phillpotts fue honrada en la lista de la Orden del Imperio Británico de 1918.En reconocimiento a su servicio durante la guerra en la legación británica en Estocolmo, .[9]

- En 1929, fue ascendida a Dama Comandante de la Orden del Imperio Británico (DBE) por sus servicios a la educación.[10] Fue la primera mujer académica en recibir tal honor.[11]

- Recibió un doctorado honoris causa por el Trinity College de Dublín en 1919.

- El Fondo Conmemorativo Dame Bertha Phillpotts para la promoción de los estudios nórdicos antiguos e islandeses en la Universidad de Cambridge otorga subvenciones y becas para estudiantes de posgrado y otros académicos en los campos relevantes.[12]

## Personalidad
Bertha Phillpotts poseía una personalidad viva y un espíritu intrépido, como muestra el siguiente tributo de un colega de Cambridge:
¿Hay otra directora de colegio que no sólo sea experta en navegación a vela, sino que haya tenido como discípulos a distinguidos profesores en el arte de navegar? En su primera visita a Islandia un poni fue el único compañero de sus andanzas; y no sabemos qué admirar más: su rápida asimilación de los asuntos universitarios, cuando fue llamada a servir en la Comisión Estatutaria, o su intrepidez para conducir un motor, en cuanto a la forma en que nació, a través de las calles Bridge y Sidney, como una novicia con pero cuatro o cinco lecciones detrás de ella.
Esta reveladora observación fue aportada después de su muerte por la amiga de Bertha, Mary Anderson, Madame de Navarro:
El verano pasado vino a quedarse con nosotros en Blakeney [Norfolk], después de viajar en 'Freda' desde Cambridge. Ella ya no estaba bien, y vino a descansar. Pero al escuchar que nuestro hijo estaba compitiendo con su bote esa tarde, ella insistió en ir al Parthenia junto con él. . . El Parthenia llegó primero por un largo camino y ganó la copa. Dame Bertha luego saltó a otro bote y quedó en segundo lugar. Al día siguiente estaba en otro bote y quedó en tercer lugar. Entonces pensé que era hora de reprenderla por correr tres veces en dos días, y ella no estaba bien. Pero su única respuesta fue: "¡No lo hagas! ¡Cuando me hablas así, se me saltan los botones de los zapatos! . . . En apariencia era una niña, con una hermosa cabeza y un hermoso perfil y cabello. Sus ojos penetrantes y sus movimientos rápidos, casi como los de un pájaro, se sumaban a su encanto. Ella era alguien que, a pesar de todo su conocimiento, su alto sentido del deber, tenía una alegría galante totalmente propia.
Una anécdota que Phillpotts suele narrar a sus amigos ilustra su indiferencia ante las dificultades y su sentido del humor. En él contó la historia de una noche que ella y su hermano Brian Phillpotts ("Broo") habían pasado en la casa de Þorvaldur Bjarnason, decano de Melstaðir, en 1904. La historia, posteriormente contada de memoria por Marion Delf-Smith, una de las colegas de Phillpotts en el Westfield College de Londres, se refería a una estadía en una casa remota con el decano, quien les proporcionó una comida espartana de pescado seco duro, leche agria, y galletas de barco demasiado duras para comer; la cama estaba infestada de bichos; y fue visitada en su dormitorio por un poni que le dio una patada en la pierna. Como se les proporcionó la misma comida al día siguiente, escaparon e hicieron el largo viaje hasta la granja más cercana con la esperanza de comer algo y dormir.

## Fotografías

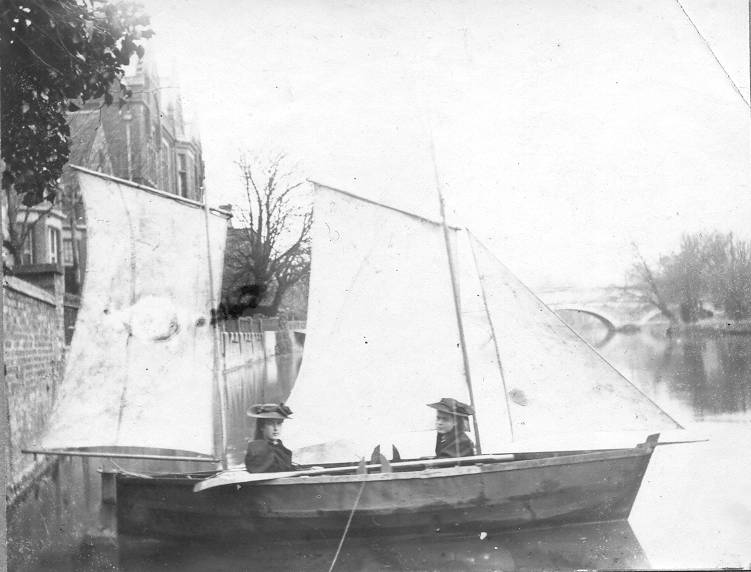
Bertha Phillpotts navegando en Bedford con su hermana Marjory, c. 1896
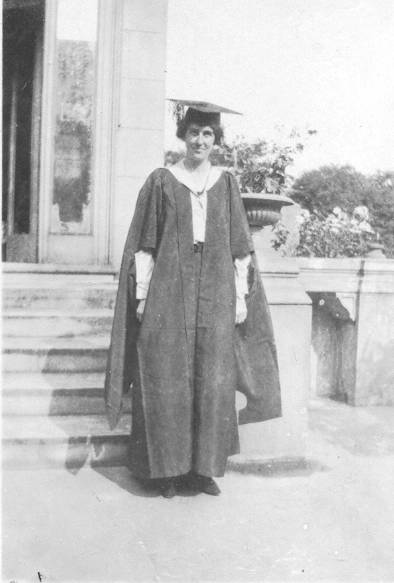
Bertha Phillpotts en Girton College, c.1901
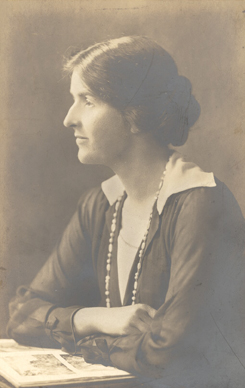
Bertha Phillpotts c.1920 cortesía de Queen Mary's College, Universidad de Londres
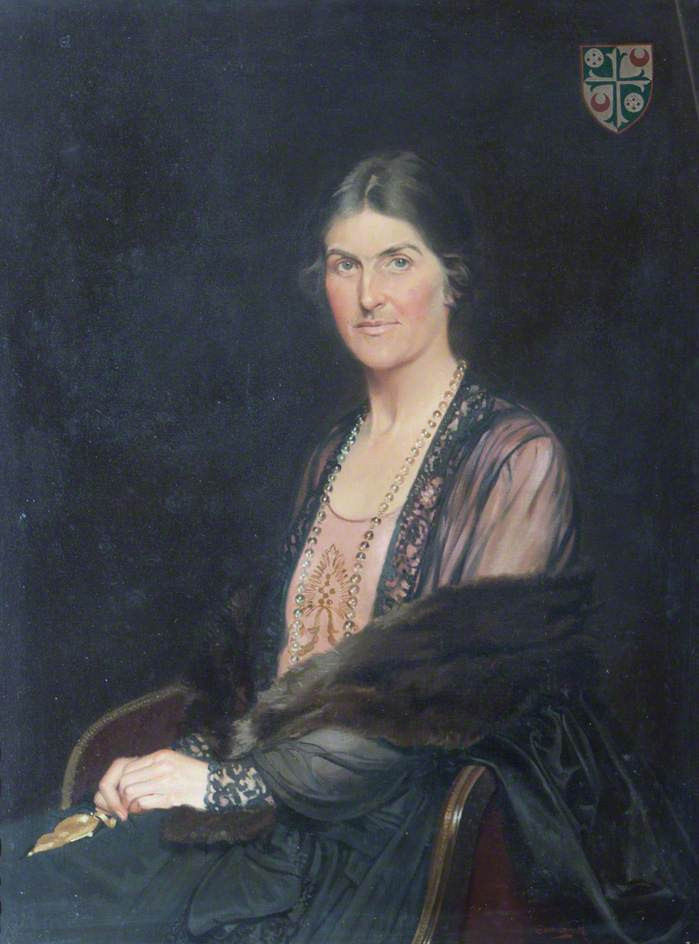
Retrato de Bertha Phillpotts en Girton College, Cambridge cortesía de Girton College, Cambridge
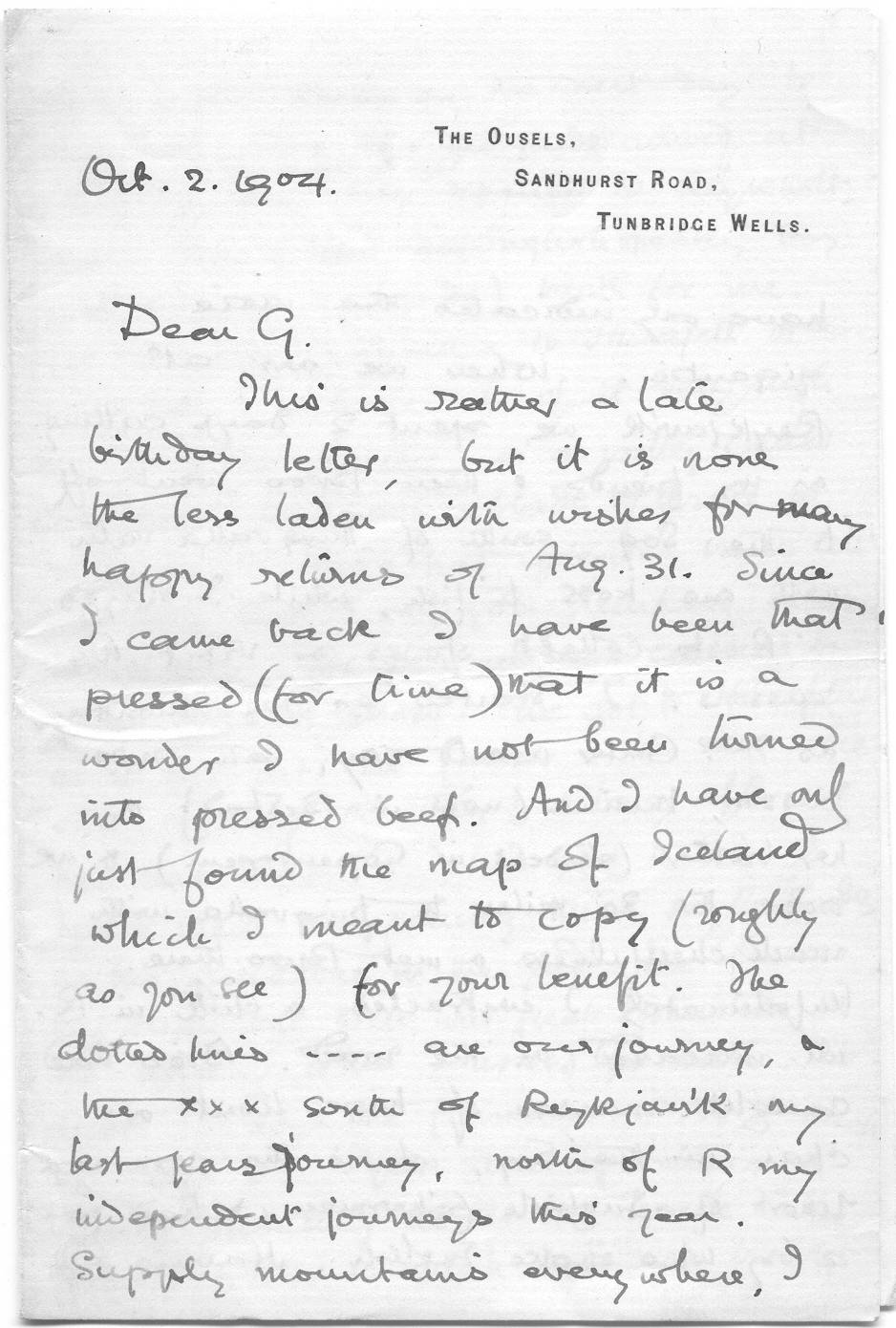
Primera página de la carta de Bertha Phillpotts a su hermano Geoffrey, 1904
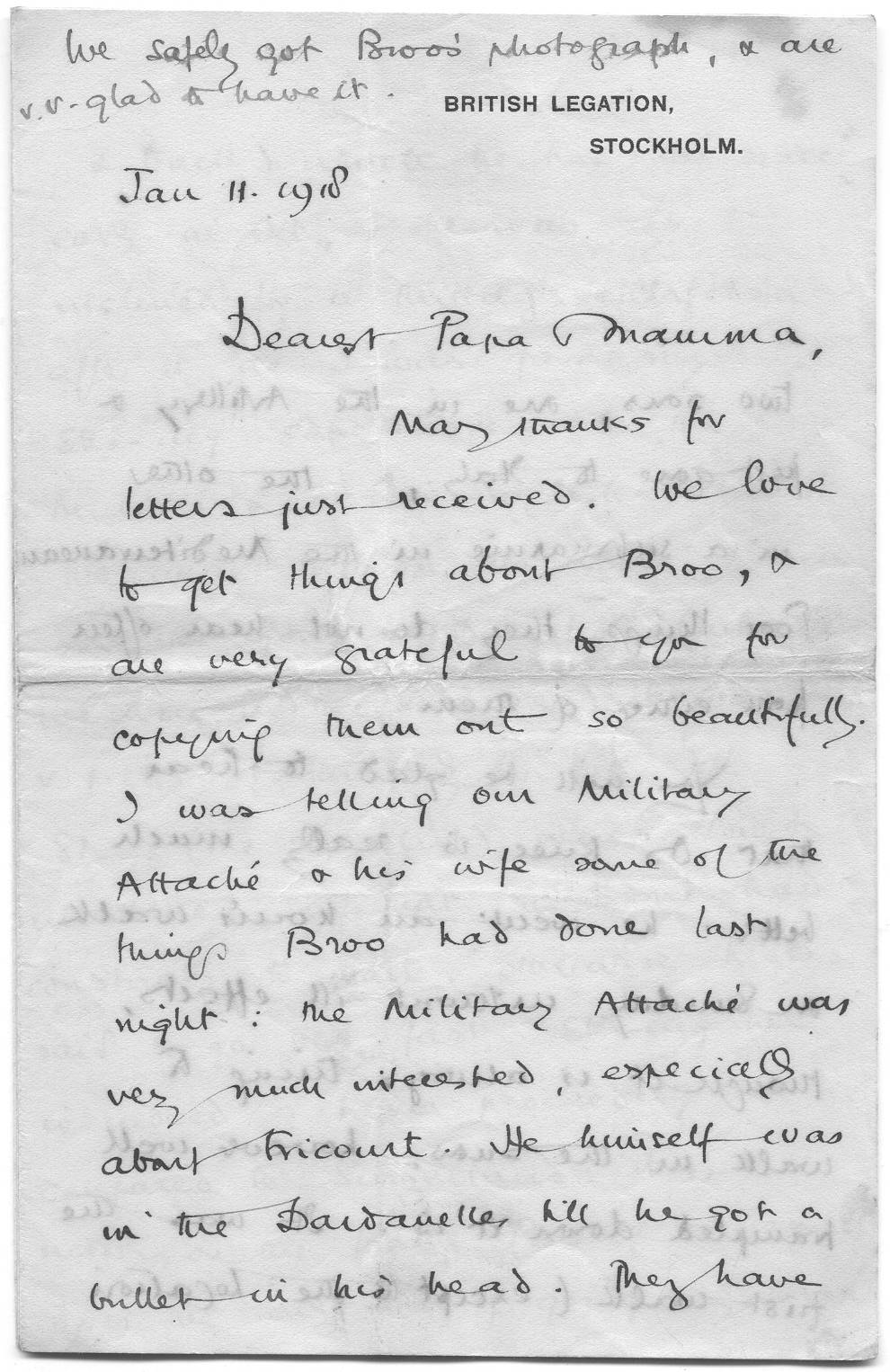
Primera página de la carta de Bertha Phillpotts a sus padres, 1918

## Obras destacadas
Entre las obras publicadas se encuentran:
- Kindred and Clan (Cambridge: University Press, 1913) (Reeditado por Cambridge University Press, 2010.ISBN 978-1-108-01050-4)
- The Elder Edda and Ancient Scandinavian Drama (Cambridge: University Press, 1920) (reeditado por Cambridge University Press, 2011.ISBN 978-1-107-69484-2)
- The Life of the Islander Jón Ólafsson, Traveller to India (escrito en islandés en 1611 y traducido y editado por Bertha S Phillpotts en 1923)
- Wyrd and Providence in Anglo-Saxon Thought (1928, reimpreso en Interpretaciones de Beowulf: una antología crítica) . RD Fulk, ed. Prensa de la Universidad de Indiana, 1991)
- Edda y Saga (1931)

Los trabajos publicados incluyen:
- Gunnell, Terry. 1999. "Dame Bertha Phillpotts y la búsqueda del drama escandinavo". En Anglo-Scandinavian Cross-Currents 1850-1914, ed. Inga-Stina Ewbank (Norwich: Norvik Press). páginas. 84–105.
- Poole, Russell. 2002. "Dos estudiantes de Boecio". En Revista de Estudios Franceses de Nueva Zelanda .
- Poole, Russell. 2005. "Parientes, universidad y beca en la obra de vida de Bertha Surtees Phillpotts (1877-1932)". En Mujeres medievalistas y la Academia, ed. Jane Chance (Madison: Universidad de Wisconsin).

### Lecturas
- Gunnell, Terry, «Newall [née Phillpotts], Dame Bertha Surtees»,  (en inglés), Oxford Dictionary of National Biography, doi:10.1093/ref:odnb/35207, (requiere suscripción).
- «Dame Bertha Newall». The Guardian. 21 de enero de 1932. p. 8  – via Newspapers.com.
- «Dame Bertha Newall». The Times. 21 de enero de 1932. p. 14. Consultado el 21 de diciembre de 2020.
- «Newall». The Times. 23 de enero de 1932. p. 1. Consultado el 21 de diciembre de 2020.

- Datos: Q827737
- Multimedia: Bertha Surtees Phillpotts (1877–1932) / Q827737